# 176丁目駅
176丁目駅（176ちょうめえき、英語: 176th Street）はニューヨーク市地下鉄IRTジェローム・アベニュー線の駅である。ブロンクス区モリス・ハイツの東176丁目とジェローム・アベニューの交差点に位置し、4系統が終日停車する。

## 駅構造
| P ホーム階 | 相対式ホーム、右側ドアが開く | 相対式ホーム、右側ドアが開く |
| P ホーム階 | 北行緩行線                   | ← ウッドローン駅行き（バーンサイド・アベニュー駅）                                                                                              |
| P ホーム階 | 混雑方向急行線               | ← ラッシュ時一部列車：通過 |
| P ホーム階 | 南行緩行線                   | → ユーティカ・アベニュー駅行き（マウント・イーデン・アベニュー駅）→ 深夜帯：ニューロッツ・アベニュー駅行き（マウント・イーデン・アベニュー駅）→ |
| P ホーム階 | 相対式ホーム、右側ドアが開く | |
| M          | 改札階                       | 改札口、駅員詰所、メトロカード自動販売機 |
| G          | 地上階                       | 出入口 |

駅は1917年6月2日のジェローム・アベニュー線149丁目-グランド・コンコース駅 - キングスブリッジ・ロード駅間の開業と共に開業した。相対式ホーム2面と緩行線2線・急行線1線を有した2面3線の高架駅で、急行線はラッシュ時一部北行列車のみ通過している。
駅は2004年に改装工事を行っている。

### 出口
改札口はホーム下にあり、南北ホームから階段が接続している。改札口からは東176丁目とジェローム・アベニューの交差点南東と西側にそれぞれ1つずつ階段が接続している。

## 外部リンク

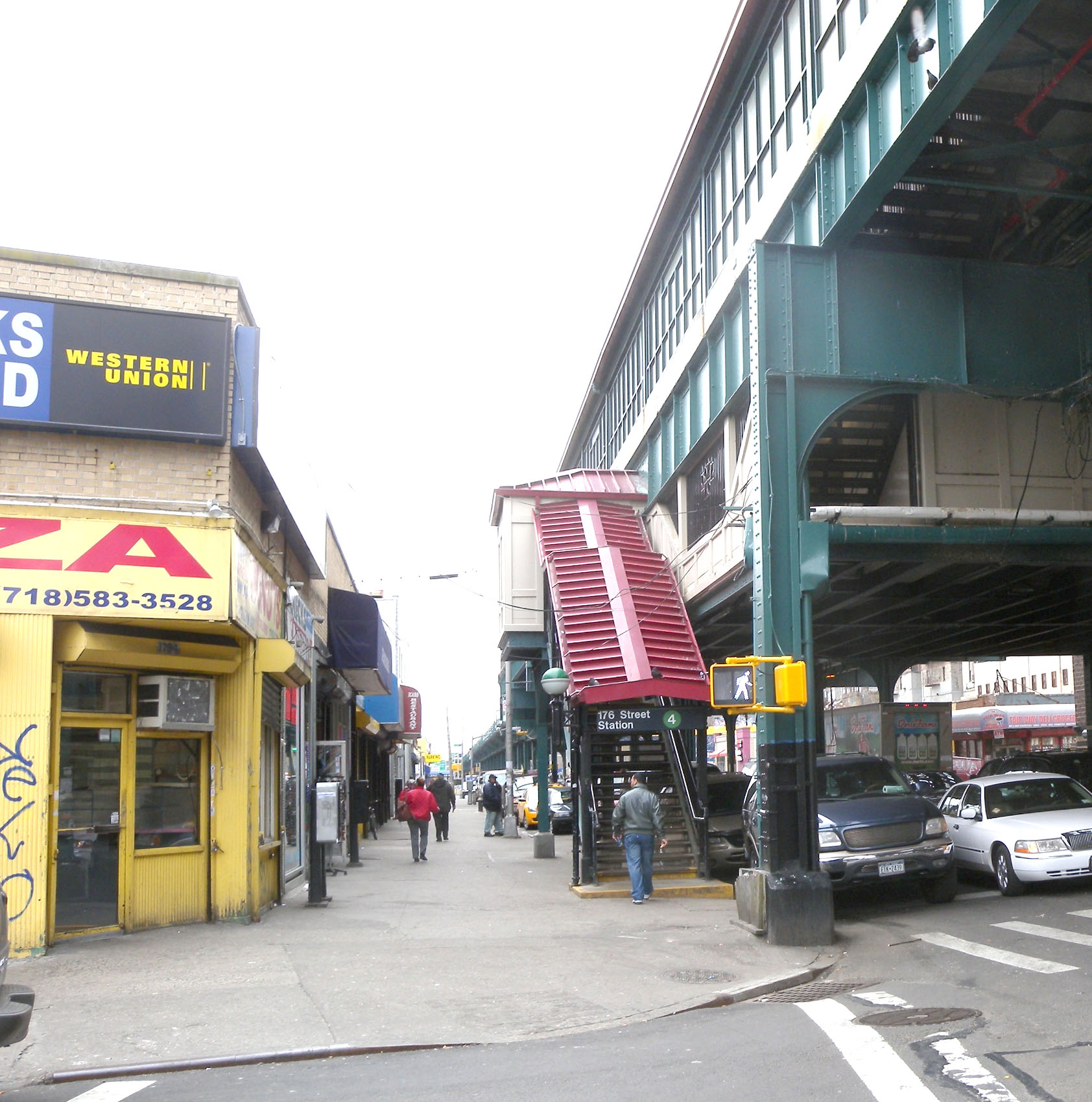
入口階段